# Optični disk
Optični disk je s plastiko prevlečeni kovinski disk, kot je disk CD-ROM (Compact-Disc Read-Only Memory; bralni pomnilnik s kompaktno ploščo) in WORM (Write Once, Read Many times; zapiši enkrat, beri večkrat). Podatki so na optičnem disku zapisani kot mikroskopske jamice, bere pa jih laserski žarek. Optični diski imajo ogromno kapaciteto: na en CD lahko spravimo okrog 650 megabajtov, na velik optični disk pa na tisoče megabajtov. CD-ROM-e uporabljamo za distribuiranje velikih količin besedila, grafike, zvoka in videa, na primer za enciklopedije, kataloge, tehnične priročnike in videoigre.
Standardne CD-ROM-e tovarniško izdelujejo na matrici. Na voljo so tudi zapisljivi CD-ji, imenovani CD-R, ki omogočajo izdelavo CD-ROM-ov tudi na osebnih računalnikih, na kompaktne plošče CD-RW pa lahko podatke zapisujemo in brišemo. Na podoben način delujejo tudi diski DVD, na katere lahko zapišemo 4,5 gigabajtov, in Blu-ray s kapaciteto do 50 gigabajtov podatkov.